# Yoon So-hee
Yoon So-hee (en hangul, 윤소희; nacida el 7 de mayo de 1993) es una actriz surcoreana.

## Biografía
Es hija de un profesor universitario de arquitectura. Nació en Sttugart (Alemania) el 7 de mayo de 1993, y vivió allí hasta los seis años. Se graduó en la Sejong Science High School, y en 2011 se matriculó en el Instituto Avanzado de Ciencia y Tecnología de Corea (KAIST).

## Carrera
Empezó a estudiar interpretación cuando estaba en segundo año de la escuela secundaria, en principio con la oposición paterna. Dio sus primeros pasos como actriz en 2013, apareciendo en vídeos musicales del grupo de ídolos EXO, a los que acompañó también en el escenario de los MAMA de ese año.
Su debut en televisión fue el mismo año 2013 con el papel de Nang-ka en la serie de época The Blade and Petal, en KBs 2TV. Fue la única actriz que se consideró para ese papel, pues el equipo de producción buscaba una cara nueva. Sin embargo, ella misma señala que su primer papel importante fue en la serie Let's Eat  con el personaje de Yoon Jin-yi, una estudiante veinteañera de moda, alegre e ingenua, que se enamora del protagonista.
En 2014 actuó en la segunda mitad de la serie Secret Door, interpretando a la detective Seo Ji-dam ya como adulta. Tuvo un pequeño papel como una joven universitaria en la serie Big Man, y también apareció en 12 Years Promise, serie de JTBC para la que estaban previstos cincuenta episodios pero que se interrumpió después de veintiséis por sus bajos niveles de audiencia. Ese mismo año tuvo un papel protagonista en Marriage, Not Dating.
En 2015 hizo una aparición especial en la película Salut d'Amour en lo que fue su debut cinematográfico. En televisión, fue la joven Ji Eun-dong en la serie Mi amada Eun-dong.
En 2016 tuvo papeles importantes en algunas series web de Naver Tv y Netflix, así como, en el cine, en la comedia Life Risking Romance, donde interpretó a la joven estudiante Yoo-mi.
En 2017 tuvo un papel protagonista en la larga serie de MBC The Emperor: Owner of the Mask, por el que recibió los elogios de la crítica, así como breves apariciones en otras series.
En 2018 protagonizó Witch's Love, con el papel de Cho-hong, una bruja entrometida que trabaja como repartidora en un restaurante regentado por otras dos brujas.
En 2020 tuvo un papel secundario en The Spies Who Loved Me con el personaje de una científica genial amiga de la protagonista, y miembro clave de una organización de espías industriales.

## Filmografía

### Cine
| Año   | Título                     | Hangul       | Papel               | Notas                                                                        | Ref.          |
| ----- | -------------------------- | ------------ | ------------------- | ---------------------------------------------------------------------------- | ------------- |
| 2015  | Salut d'Amour              | 장수상회     | Im Geum-nim (joven) | con Park Geun-hyung, Youn Yuh-jung, Cho Jin-woong, Han Ji-min y Kim Jung-tae | [ 10 ] [ 16 ] |
| 2016  | Life Risking Romance       | 목숨 건 연애 | Jung Yoo-mi         | con Ha Ji-won, Chung Jung-myung y Chen Bolin                                 | [ 17 ]        |
| 2021  | Late Night Washing Machine |              | Kim Jin-seo         | protagonista                                                                 | [ 18 ]        |
| prog. | Get Rich                   |              | actriz de acción    | con Choi Min-soo, Song Jae-rim y Hong Hyung-in                               | [ 19 ] [ 20 ] |

### Series de televisión
| Año  | Título                           | Hangul                         | Papel                                             | Canal            | Notas                        | Ref.          |
| ---- | -------------------------------- | ------------------------------ | ------------------------------------------------- | ---------------- | ---------------------------- | ------------- |
| 2013 | The Blade and Petal              | 칼과 꽃                        | Nang-ka                                           | KBS2             |                              | [ 6 ]         |
| 2013 | Let's Eat                        | 식샤를 합시다                  | Yoon Jin-yi                                       | tvN              |                              | [ 4 ]         |
| 2013 | Surviving in Africa              | 아프리카에서 살아남는 법       | Yoon Na-ra                                        | MBC              | Drama Festival - un episodio | [ 21 ] [ 22 ] |
| 2014 | Love in Memory 2 - Father's Note | 러브 인 메모리 2 - 아빠의 노트 | Soo-jeong                                         | Naver TV         | Serie web - 8 episodios      |               |
| 2014 | Secret Door                      | 비밀의 문                      | Seo Ji-dam                                        | SBS              | Desde el episodio 14 al 24   | [ 7 ]         |
| 2014 | 12 Years Promise                 | 12년만의 재회 : 달래 된, 장국  | Jang Dal-rae                                      | jTBC             | 26 episodios                 | [ 8 ]         |
| 2014 | Big Man                          | 빅맨                           | So Hye-ra                                         | KBS              |                              | [ 23 ]        |
| 2014 | Marriage, Not Dating             | 연애 말고 결혼                 | Nam Hyun-hee                                      | tvN              | 16 episodios                 | [ 9 ]         |
| 2015 | Mi amada Eun-dong                | 사랑하는 은동아                | Ji Eun-dong (23 años)                             | jTBC             |                              | [ 11 ]        |
| 2016 | Memory                           | 기억                           | Bong Sun-hwa                                      | tvN              |                              | [ 24 ]        |
| 2016 | Bong Soon - a Cyborg in Love     | 사랑하면 죽는 여자 봉순이      | Bong Soon                                         | Naver TV         | 12 episodios                 | [ 25 ]        |
| 2016 | After the Play Ends - Iron Lady  | 아이언 레이디                  | Ko Ali                                            | Naver TV         |                              | [ 26 ]        |
| 2016 | One More Time                    | 헤어진 다음날                  | Moon Da-in                                        | Netflix          | Serie web - 8 episodios      | [ 27 ]        |
| 2017 | Queen of the Ring                | 반지의 여왕                    | Kang Mi-joo                                       | MBC              | 6 episodios                  | [ 28 ]        |
| 2017 | The Emperor: Owner of the Mask   | 군주 - 가면의 주인             | Kim Hwa-gun                                       | MBC              | 40 episodios                 | [ 29 ]        |
| 2017 | Porque esta es mi primera vida   | 이번 생은 처음이라             | Actriz en el drama de Yoon Ji-ho                  | tvN              | Cameo                        | [ 30 ]        |
| 2017 | Meloholic                        | 멜로홀릭                       | personaje femenino principal de 'Bing-goo's Love' | OCN              | Cameo                        | [ 31 ]        |
| 2018 | Witch's Love                     | 마녀의 사랑                    | Kang Cho-hong                                     | MBN              | 12 episodios                 | [ 32 ]        |
| 2020 | Mothers - 2020                   | 외출                           | Shin So-hee                                       | tvN              | 2 episodios                  | [ 33 ]        |
| 2020 | The Spies Who Loved Me           | 나를 사랑한 스파이             | Sophie Ahn                                        | MBC              | 12 episodios                 | [ 15 ]        |
| 2021 | Peng                             | 팽                             | Go Sa-ri                                          | Watcha - YouTube | Serie web - 10 episodios     | [ 34 ]        |
| 2022 | Ghost Doctor                     | 고스트 닥터                    | Im Bo-mi                                          | tvN              |                              | [ 35 ]        |
| 2023 | Heartbeat                        | 가슴이 뛴다                    | Na Hae-won                                        | KBS2             | 16 episodios                 | [ 36 ]        |

### Vídeos musicales
| Año  | Tema musical | Artista | Notas                                    | Ref.         |
| ---- | ------------ | ------- | ---------------------------------------- | ------------ |
| 2013 | Wolf         | EXO     | del álbum XOXO, en EXO Music Video Drama | [ 4 ] [ 37 ] |
| 2013 | Growl        | EXO     | del álbum XOXO, en EXO Music Video Drama | [ 4 ] [ 37 ] |

## Premios y nominaciones
| Año  | Premio                | Categoría                                       | Papel                          | Resultado | Ref.          |
| ---- | --------------------- | ----------------------------------------------- | ------------------------------ | --------- | ------------- |
| 2017 | 1st The Seoul Awards  | Mejor actriz revelación (series)                | The Emperor: Owner of the Mask | Ganadora  | [ 38 ] [ 39 ] |
| 2017 | 44th MBC Drama Awards | Premio a la excelencia, actriz en una miniserie | The Emperor: Owner of the Mask | Nominada  | [ 40 ]        |